# Nicolas II (pape)
Pour les articles homonymes, voir Nicolas II.
Nicolas II (Gérard de Bourgogne), né vers 990 et mort le 19 juillet 1061, est le 155e pape de l'Église catholique du 6 décembre 1058 au 19 juillet 1061.

## Biographie

### Origines
Les origines de Gérard, que l'on trouve également sous les formes Girardus, Gherard, Gerardus ou Giroldus, sont incertaines. Le Liber Pontificalis, d'après la publication de Louis Duchesne, mentionne « Nicolaus, natione Allobrogus, quod alio vocabulo Burgundio dicitur, qui vixit ann. II m. VI d. XXVIII ». « Nicolas de nation Allobroge que l'on appelle aussi du nom de Bourguignon » (Garin, 1914). Duchesne cite également le catalogue de la Cava (fin du XIe siècle) « Nicolaus qui vocatur Girardus, natione Allobros , quod alio vocabulo Burgundio dicitur sedit ann. II m. VI d. XXVIII » et le Vaticanus « Nicolaus qui vocatur Girradus (Gerladus 1340) ». Ferdinando Ughelli, dans son Italia Sacra (XVIIe siècle), « le déclare être de la natione Burgundio, sive Sabaudiensis » (« nation bourguignonne ou savoyarde »). Selon ces sources, il serait d'origine allobroge ou bourguignonne, d'où la désignation sous les formes : Gérard de Bourgogne, Gérard l'Allobroge ou encore Gérald de Lorraine.
L'abbé Garin, dans sa notice consacrée aux origines de Nicolas II (1914), indique que les auteurs du XIXe siècle sont favorables à l'hypothèse qu'il serait issu de la famille de Chevron, tandis qu'une seconde hypothèse le donne issu de la famille de Miolans, mais originaire de Chevron (Cisvaro, actuelle commune française de Mercury, dans la combe de Savoie).
Cette tradition chevronnaise est reprise par des auteurs plus contemporains,. Le médiéviste Bernard Demotz (2000) envisage cette filiation comme vraisemblable.

### Carrière
Nicolas fut d'abord un moine d'un grand savoir encyclopédique pour son temps, mais n'appartenait probablement pas à l'ordre de Cluny. Après la victoire de l'empereur du Saint-Empire Conrad II le Salique sur Eudes II de Blois, et la prise de possession du royaume de Bourgogne, le 1er août 1034, Gérard de Bourgogne se mit au service du duc Boniface III de Toscane, un des plus puissants lieutenants de l'empereur, et partit avec lui en Italie.
Il aurait entrepris durant une dizaine d'années des études importantes, qu'il suivit en Italie et peut-être même à Paris. En janvier 1045, il fut élu évêque de Florence.

### Pontificat
Il est élu pape à Sienne le 6 décembre 1058 par les soins d'Hildebrand, il fut conduit à Rome par Godefroid II de Basse-Lotharingie, frère de son prédécesseur, qui expulsa l'antipape Benoît X, élevé par la faction de Tusculum. Il commença à affranchir la papauté de la tutelle impériale, et mourut à Florence en 1061.
Il combattit le nicolaïsme, déviance disciplinaire de certains prêtres mariés ou en concubinage, en interdisant aux croyants d'assister à une messe célébrée par un prêtre marié. Ceux qui avaient pris femme durent s'en séparer.
Dans le cadre de ce que les historiens ont appelé a posteriori la réforme grégorienne, il interdit aux clercs de recevoir une église des mains d'un laïc et d'obtenir l'obtention de charges ecclésiastiques contre de l'argent (simonie). Il interdit la nomination des évêques sans l'autorisation papale.
En 1059, il réunit le synode de Melfi. Le pape Nicolas II vint en Italie du Sud et reçut les serments de fidélité des princes normands Richard Ier d'Aversa et Robert Guiscard, en échange de leur investiture et de leur fidélité. Le pape comptait sur l'appui normand pour contrebalancer la puissance de l'Empire. Sous l'influence du moine Hildebrand, qui devait devenir pape sous le nom de Grégoire VII, il promulgua le 13 avril 1059, le décret In nomine Domini qui remettait l'élection du pape dans les seules mains du collège des cardinaux, confirmé par le synode de Melfi du 3 au 23 août 1059. Néanmoins, l'empereur gardait le droit de confirmer le candidat au siège pontifical.
Nicolas II voulut aussi que les chanoines reviennent à une discipline plus stricte, en imposant les repas en commun et la nuit au dortoir.
Il meurt à Florence le 19 juillet 1061. Un de ses biographes écrivit de lui : « Les lettres lui sont familières, son génie étincelle de vivacité ; ses aumônes ne connaissent point de bornes ; sa pureté est au-dessus de tout soupçon. Il me faudrait nommer toutes les vertus pour peindre tel qu'il est cet homme, vraiment de Dieu. »

## Bulles
(liste non exhaustive)
- 1058 : par laquelle il donne à l'abbaye Saint-Martin d'Autun le privilège de ne dépendre que du Saint-Siège directement.
- 1059 : par laquelle il stipule le mode d'élection futur des papes (voir : élection pontificale de 1061).